# Papa Diabaté
 (janvier 2023).
Si vous disposez d'ouvrages ou d'articles de référence ou si vous connaissez des sites web de qualité traitant du thème abordé ici, merci de compléter l'article en donnant les références utiles à sa vérifiabilité et en les liant à la section « Notes et références ».
Pour les articles homonymes, voir Diabaté.
Papa Diabaté, né en 1936 et mort 2006, est un griot, joueur de kora et guitariste guinéen.

## Biographie
Papa Diabaté ou Grand Papa Diabaté de son nom de naissance Kerfala Diabaté est un griot, joueur de kora et guitariste guinéen. Il est l'aîné des quatre frères guitaristes guinéens (qui comprennent Sekou, Siré et Abdoulaye, connus collectivement sous le nom de Virtuoses africains). son estime de guitariste avant-gardiste assure à cet instrument le statut d'élément de la musique guinéenne à l'aube de l'indépendance du pays,. Diabaté vit et travaille à Paris depuis plusieurs années. En plus de son travail de musicien de session et de studio avec Mory Kanté et d'autres, il est actif dans les baptêmes et mariages de la diaspora guinéenne en France.

## Albums
Grand Papa Diabaté enregistre son premier album en 1999, Guitar, Extra Dry, alors qu'il avait 63 ans. Il est également présent avec des pièces solo sur les samplers African Virtuoses : Desert Blues 2 en 2002 et The Classic Guinean Guitar en 2007. Papa Diabaté est apparu sur les sorties de Manfila Kanté et Sona Diabaté en Allemagne sur le label de musique africaine populaire de Günter Gretz, spécialisé dans la sortie de musique africaine des dernières décennies. Il participe également à des projets de musique du monde avec Rüdiger Oppermann et le harpiste breton Morgan.